# Chester-le-Street Town F.C.

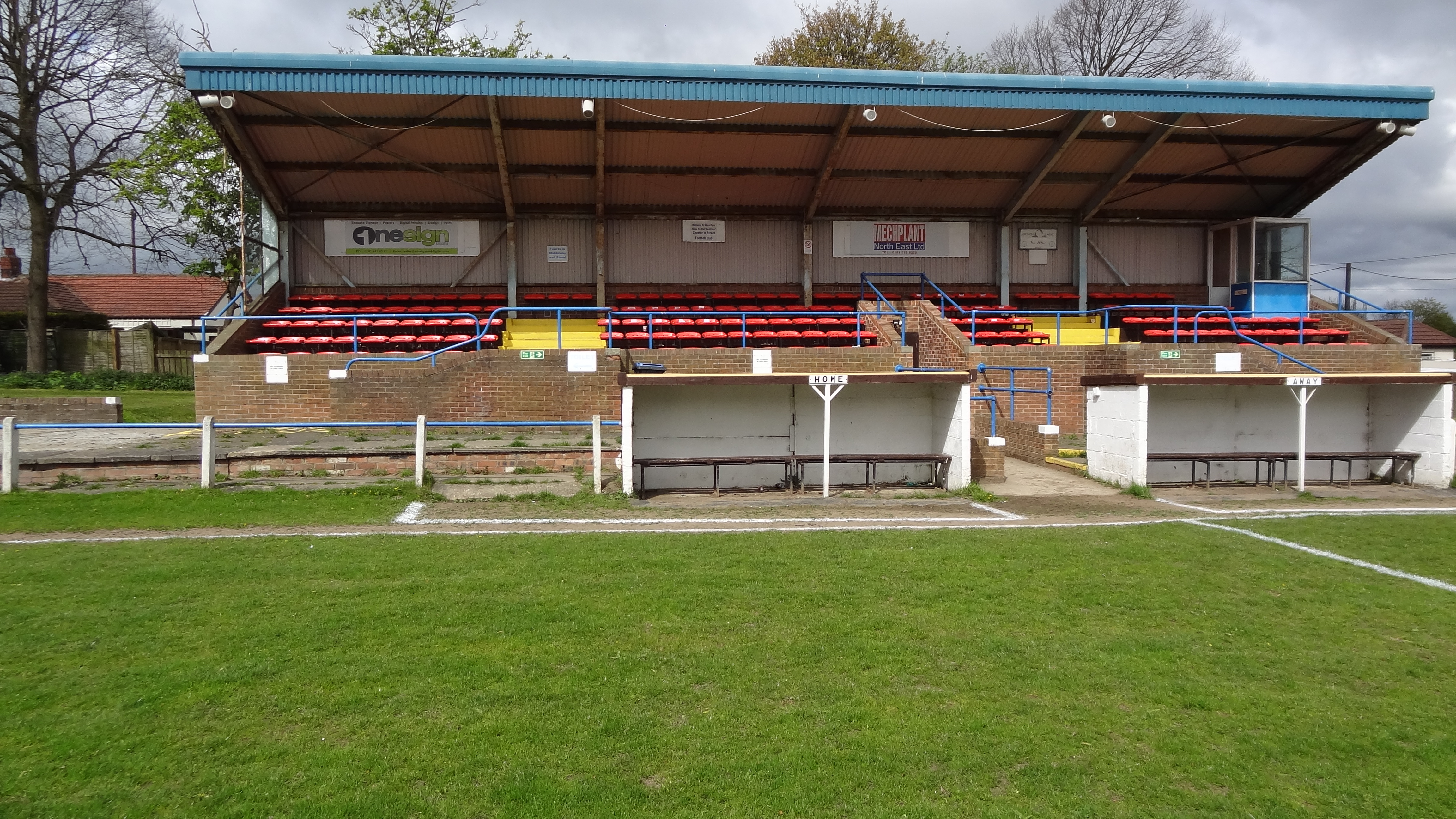
Khán đài chính của sân Moor Park

Chester-le-Street Town FC là một câu lạc bộ bóng đá có trụ sở tại Chester-le-Street, Durham, Anh. Đội bóng hiện thi đấu tại Northern League Division Two và có sân nhà ở Moor Park.

## Danh hiệu
- Northern League
  - Nhà vô địch Division Two các mùa giải 1983–84, 1997–98[2]
  - Nhà vô địch Ernest Armstrong Cup mùa giải 2017–18[3]
- Wearside League
  - Nhà vô địch mùa giải 1980–81[2]
- Monkwearmouth Cup
  - Nhà vô địch các mùa giải 1980–81, 1981–82[1]

## Thống kê
- Thành tích tốt nhất tại FA Cup: Vòng loại thứ tư mùa giải 1986–87
- Thành tích tốt nhất tại FA Trophy: Vòng loại thứ hai các mùa giải 1985–86, 1993–94
- Thành tích tốt nhất tại FA Vase: Vòng năm mùa giải 1984–85